# Lechlin
Lechlin [pronunciación en polaco: /ˈlɛxlin/] es un pueblo ubicado en el distrito administrativo de Gmina Skoki, dentro del Distrito de Wągrowiec, Voivodato de Gran Polonia, en del oeste-Polonia central. Se encuentra aproximadamente a 6 kilómetros al norte de Skoki, a 10 kilómetros al sur de Wągrowiec, y a 39 kilómetros al noreste de la capital regional Poznań.